# Мейнут
За едноименния град в Канада вижте Мейнут (Канада).
Мейну̀т (на английски: Maynooth; на ирландски: Maigh Nuad, произношение на местния диалект най-близко до Мъну̀уд) е град в централната източна част на Ирландия. Намира се в графство Килдеър на провинция Ленстър на около 27 km северозападно от столицата Дъблин и на около 22 km на север от административния център на графството Нейс. Разположен е около Ройъл Канал. Първите сведения за града датират от 12 век. Има жп гара. Населението му е 10 715 жители от преброяването през 2006 г. 

## Етимология
Мейнут е старо име, което значи „равнината на Нуага‟. Нуага е споменат като дядото по майчина линия на легендарния Фиън мак Куил в аналите на четиримата майстори.

## Галерия
- Ройъл Канал
- Крепостта
- Жп гарата
- Площадът